# Elektrická susceptibilita
Elektrická susceptibilita vyjadřuje míru polarizace dielektrika jako odezvu na působení elektrického pole.

## Značení a jednotky
Elektrická susceptibilita se značí {\displaystyle \chi _{\text{e}}}.
Elektrická susceptibilita je bezrozměrná veličina.

## Definiční vztah
U většiny látek je elektrická polarizace dielektrika přibližně úměrná intenzitě elektrického pole.
Elektrická susceptibilita je proto definovaná jako koeficient této úměrnosti dělený permitivitou vakua (z rozměrových důvodů):
{\displaystyle {\mathbf {P} }=\varepsilon _{0}\chi _{\text{e}}{\mathbf {E} },}
kde:
- {\displaystyle \mathbf {P} } je elektrická polarizace;
- {\displaystyle \varepsilon _{0}} je permitivita vakua;
- {\displaystyle \mathbf {E} } je intenzita elektrického pole.

## Vlastnosti
Obecně se jedná o tenzor, v izotropním prostředí (amorfní látky a krystaly soustavy krychlové) je elektrická polarizace skalárem.
Pro vakuum je nulová, pro látky je obecně kladná (výjimkou mohou být metamateriály).
Vztah k relativní permitivitě:
{\displaystyle \chi _{\text{e}}\ =\varepsilon _{\text{r}}-1}
Pro vakuum platí:
{\displaystyle \varepsilon _{\text{r}}=1}, proto
{\displaystyle \chi _{\text{e}}\ =0}

## Nelineární dielektrika, disperzní prostředí
Definiční vztah platí i pro nelineární dielektrika, tedy dielektrika, u nichž není polarizace přímo úměrná intenzitě elektrického pole. Elektrickou susceptibilitu je pak potřeba chápat jako funkci intenzity elektrického pole:
{\displaystyle {\mathbf {P} }=\varepsilon _{0}\chi _{\text{e}}(E){\mathbf {E} },}
Zpravidla se však tento vztah vyjadřuje mocninným rozvojem (pro izotropní dielektrika):
{\displaystyle P=P_{0}+\varepsilon _{0}\chi ^{(1)}E+\varepsilon _{0}\chi ^{(2)}E^{2}+\cdots },
kde
- {\displaystyle \chi ^{(1)}} je tzv. lineární koeficient susceptibility (zkráceně též lineární susceptibilita)
- {\displaystyle \chi ^{(2)}} je tzv. kvadratický koeficient susceptibility apod.

U neizotropních dielektrik je nutno uvažovat tenzorový charakter koeficientů:
{\displaystyle P_{i}=P_{0i}+\sum _{j}\chi _{ij}^{(1)}E_{j}+\sum _{j,k}\chi _{ijk}^{(2)}E_{j}E_{k}+\sum _{j,k,l}\chi _{ijkl}^{(3)}E_{j}E_{k}E_{l}+\ldots }
Znalost závislosti je důležitá pro správné vysvětlení jevů tzv. nelineární optiky a jejich využití.
U látek s permanentní elektrickou polarizací (elektrety, {\displaystyle P_{0}\neq 0\,}) by při nulové intenzitě elektrického pole musela být susceptibilita nekonečná ({\displaystyle \chi _{\text{e}}(E)\to \infty \,} pro {\displaystyle E\to 0\,}); v těchto případech se proto jako charakteristika nepoužívá susceptibilita {\displaystyle \chi _{\text{e}}(E)\,}, ale permanentní polarizace {\displaystyle P_{0}\,} a lineární (případně i vyšší) koeficient susceptibility.

U rychle proměnných elektrických polí je nutno uvažovat zpoždění polarizace oproti změně pole – paměťové vlastnosti materiálů lze vyjádřit konvolucí:
{\displaystyle \mathbf {P} (t)=\varepsilon _{0}\int _{-\infty }^{t}\chi _{\text{e}}(t-t')\mathbf {E} (t')\,dt'}.
V praxi (elektromagnetické vlnění, optika) je důležitý případ vysokofrekvenčních periodických polí, kde se vztah dá zapsat:
{\displaystyle \mathbf {P} (\omega )=\varepsilon _{0}\chi _{\text{e}}(\omega )\mathbf {E} (\omega )}, kde {\displaystyle \omega \,} je úhlová frekvence.
Tímto vztahem jsou dány disperzní vlastnosti materiálů, protože funkcí susceptibility {\displaystyle \chi _{\text{e}}(\omega )\,} je index lomu a tedy i fázová a grupová rychlost elektromagnetického vlnění (světla).